# Ibn Charaf
Pour les articles homonymes, voir Charaf.
Ibn Charaf, de son nom complet Abu Abdallah Muhammad Ibn Charaf al-Qayrawani (arabe : أبو عبيد الله محمد بن أبي سعيد بن شرف الجذامي القيرواني), né vers l'an 1000 à Kairouan et mort en 1067 à Séville, est un écrivain et poète arabe de l'époque ziride.
Il est, avec son grand rival Ibn Rachik, l'une des figures majeures de la littérature tunisienne médiévale. Grand théoricien de la poétique, il concilie la rigueur de l'écrivain et l'intuition de l'artiste.

## Biographie
Né à Kairouan d'une famille d'origine arabe, il est borgne et déjà chauve quand il y devient poète à la cour d'Al-Muizz ben Badis. Le souverain Al-Muizz se plaît à le mettre en rivalité avec un autre poète, Ibn Rachik, venu d'Algérie et protégé par le précepteur du prince (Ibn al-Ridjâl) pour provoquer des joutes poètiques qui faisaient ses délices.
Finalement détrôné par Ibn Rachik, Ibn Charaf part en 1055 à Mahdia, qui n'est pas encore la capitale car Kairouan ne tombe aux mains des Hilaliens que deux ans plus tard. En 1057, après la prise de Kairouan, Al-Muizz et sa cour s'installent à Mahdia. C'est probablement la raison pour laquelle Ibn Charaf part à cette époque en Sicile. À la mort d'Al-Muizz (1066), Ibn Rachik serait venu le rejoindre en Sicile et se réconcilier avec lui. L'émir de Séville invite les deux hommes à se rendre à sa cour.

## Œuvres
- Idées vierges (Abkar al-afkar) : un recueil de pensées en prose, rimes et jeux de mots, et 100 vers qui reformulent des expressions proverbiales (cinquante de ces expressions sont d'Al-Mutanabbi et cinquante sont nouvelles) ;
- Hommes célèbres par leur discours (A'lam ak'kalam) : il ne reste que des fragments de cet ouvrage ;
- Questions de critique (Masa'il al-intiqad)[2] : un ouvrage de critique littéraire dont il ne reste que deux parties (sur les vingt composées par l'auteur) ; il s'agit de présenter des poètes arabes connus à l'époque et de critiquer leurs œuvres, or le genre est relativement nouveau à l'époque car il est inventé par Al-Hamadhani (963-1008) et introduit en Tunisie par Abou Ishak al-Housri ;
- Un recueil de poésie qui n'existe que sous forme de fragments.